# Öl
Az öl hosszúságegység, amelyet a metrikus rendszer bevezetése előtt széles körben alkalmaztak, mára azonban használata főleg a tengerészeti mélységmérésre korlátozódik. A Magyarországon használt öl a bécsi öl, melynek hossza 1,89648384 méter.
Fathom néven része többek közt az angol mértékegységrendszernek, illetve a brit birodalmi mértékegységrendszernek és az Egyesült Államok szabványos mértékegységeinek, de nagyon sok helyen használták.
Hosszúsága az adott mértékegységrendszertől függően változó lehet, de többnyire 1,8–1,9 méter (a magyarban megközelítőleg 1,9 m), körülbelül akkora távolság, amelyet egy felnőtt ember két karjával átér (átölel): erre utal magyar és német neve is.
Az angol fathom az óangol fæthm szóból származik, ami kinyújtott karokat jelent. Az angol rendszerben egy fathom 2 yardnak, illetve 6 lábnak felel meg.

## Nemzetközi öl
A ma leggyakrabban használt egysége a nemzetközi öl (international fathom). Az Amerikai Egyesült Államok és a Nemzetközösség 1958-ban 0,9144 méterben állapította meg a nemzetközi yard hosszúságát. Egy fathom= 2 yard, a nemzetközi fathom SI átváltása tehát 1,8288 méter. 
A nemzetközi öl átváltásai:
- 6 láb (1 láb= 0,1667 fathom)
- 2 yard (1 yard= 0,5 fathom)
- 1,8288 méter (1 méter = 0,4568 fathom)

## Ölnek megfelelő mértékegységek a világban
Az öllel nagyjából megegyező hosszegységet nagyon sok nemzet, illetve kultúra használt, vagy használ még mindig valamilyen formában.

### Magyarországon
A magyar öl mérete korábban más volt. Ma is látható Pozsonyban a régi városháza falán, a kaputól jobbra az 1715-ben elhelyezett öletalon, amelynek hossza 1,9019 méternek felel meg (a 784 milliméternek megfelelő pozsonyi rőf áll a másik oldalon). 1717-ben VI. Károly ezen mérce alapján állapította meg a kötelező használatot.
Magyarországon hosszmérésre az ölt már nem használják, de egy bizonyos méret alatti földterület, például háztáji kert, telek mérésére máig gyakran használják nem hivatalosan a négyszögöl mértékegységet (3,59665 m²). Hivatalosan a „bécsi öl” (1,896483840 m) rendszerű négyszögöl mértékegység 1972-ig volt használatban az állami nyilvántartásokban.
Térfogatmérésre használták a köböl mértéket, amely gyakran változott, és az ismert változatai nem a közel 7 m³-es 1 öl élhosszúságú kocka térfogatát jelentik, hanem annál jelentősen kisebbet, többnyire 64 liter körülit. Volt egy köztes változata is, mivel a pozsonyi mérőt (62,5 liter) félköbölnek nevezték, azaz kellett lenni egy 125 literes köbölnek is. Ez viszont az öl hatodát kitevő, egy láb hosszúságú kocka tízszerese, azaz körülbelül 10 köbláb.

### Máshol
| Kultúra    | Öl                              | Hosszúság méterben                                          |
| ---------- | ------------------------------- | ----------------------------------------------------------- |
| Cseh       | sáh                             | 1,8288 m                                                    |
| Dán        | favn                            | 1,883124 (6 fod, 3 alen)                                    |
| Eszperantó | klafto                          | n/a                                                         |
| Észt       | süld                            | n/a                                                         |
| Finn       | syli                            | 1,781 m                                                     |
| Francia    | toize (kb. 1150), brasse (1409) | 1,624 m                                                     |
| Horvát     | hvat                            | 1,896 m                                                     |
| Holland    | vadem                           | 1,8288 (6 voet)                                             |
| Japán      | hiro(尋)                        | 1,818m                                                      |
| Lengyel    | sążeń                           | 1,787 (régi) 1,728 (új, 3 łokcie, 6 stóp)                   |
| Magyar     | öl                              | 1,89648384 (bécsi öl)                                       |
| Német      | faden, klafter                  | 1,89648 (bécsi öl); 1,88 (Poroszország), 1,75 (Bajorország) |
| Norvég     | favn                            | 1,882                                                       |
| Ógörög     | orguia                          | 1,8542                                                      |
| Olasz      | braccio                         | 1,83 m                                                      |
| Orosz      | морская сажень                  | 2,1336m                                                     |
| Portugál   | braça                           | n/a                                                         |
| Spanyol    | braza                           | 1,852 m                                                     |
| Svéd       | famn                            | 1,78 (3 alnar, 6 fot)                                       |
| Szanszkrit | vyama                           | n/a                                                         |
| Szerb      | хват/hvat                       | 1,896 m                                                     |
| Szlovák    | siaha                           | 1,901 m                                                     |